# Аквариумный фильтр

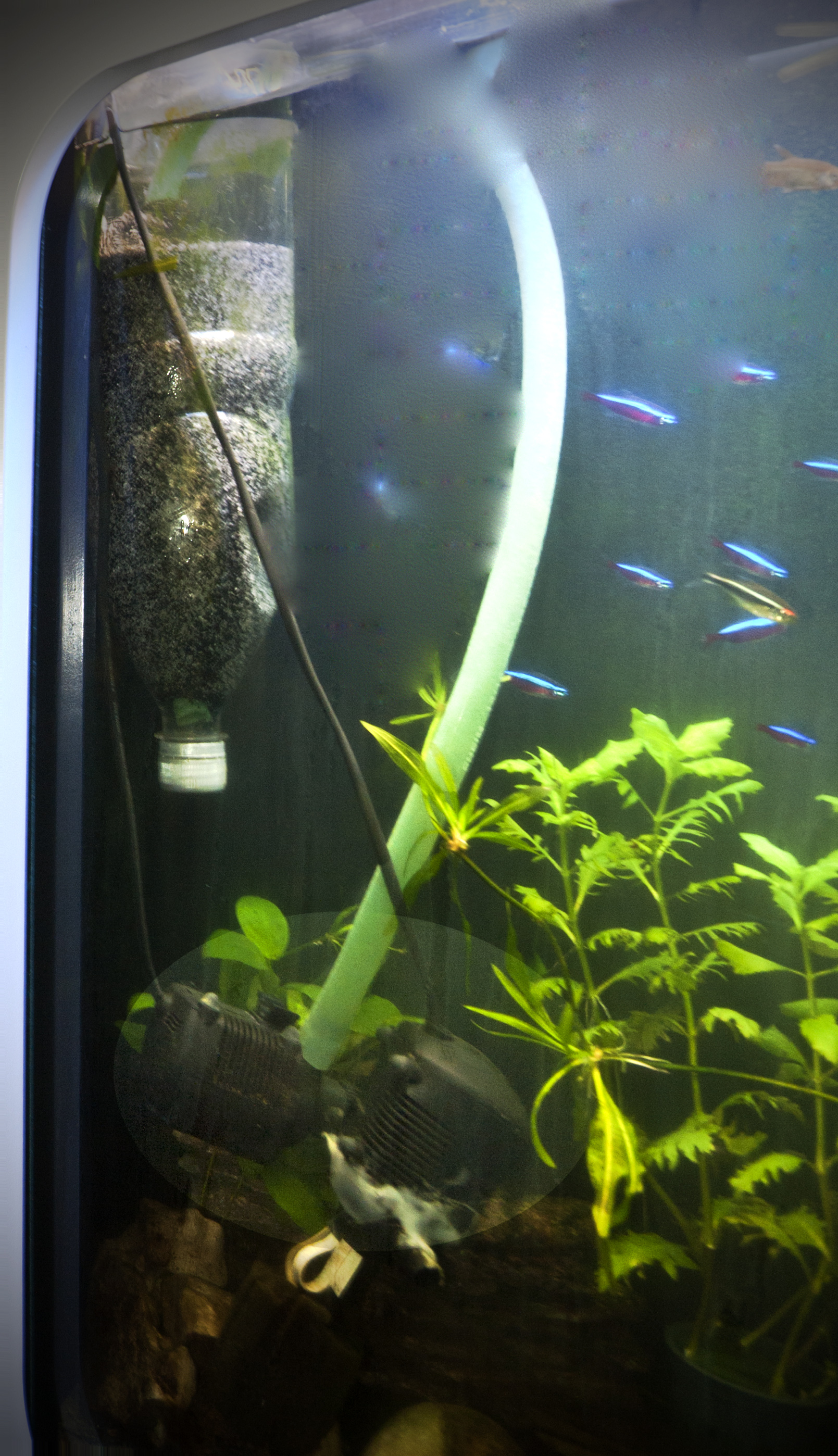
Самодельный аквариумный фильтр

Аквариумный фильтр — устройство, предназначенное для очистки аквариумной воды. Фильтры для морских аквариумов устроены значительно сложнее, чем для пресноводных. Далее будет рассмотрен принцип работы фильтров для пресноводных аквариумов. 

## Назначение аквариумных фильтров
Аквариумные фильтры предназначены для механической, химической и биологической очистки воды (фильтрации). Применение аквариумных фильтров для механической фильтрации — удаления из воды взвешенных частиц ила — является наиболее обычным. Следует отметить, что конструкция аквариумного фильтра, предполагает большую поверхность фильтрующего материала, поверхность которого естественным путём (иногда искусственно) заселяется бактериями. Бактериальное сообщество, в нормально работающем фильтре, осуществляет биохимические превращение токсичного аммиака (основного продукта азотного обмена у рыб и многих других водных обитателей) в менее токсичные нитриты. Химическая фильтрация применяется при необходимости изменить химические параметры воды (жёсткость, кислотность, растворённые вещества), удалить лекарственные препараты.

## Классификация аквариумных фильтров

### Внутренний фильтр
Целиком расположен внутри аквариума. Фильтры данного типа одни из самых дешевых на рынке аквариумного оборудования как по цене приобретения, так и по стоимости обслуживания. Имеет ряд существенных недостатков: занимает место в аквариуме, требует регулярной чистки фильтрующего материала примерно раз в неделю, относительно шумный при работе. По принципу действия разделяются на аэрлифтные, в которых ток воды создается пузырьками воздуха от аквариумного компрессора и помповые, в которых вода принудительно прогоняется через фильтрующий материал с помощью встроенной помпы, работающей по принципу синхронного двигателя с возбуждением от постоянного магнита (магнит расположен на роторе, и объединён в одну деталь с рабочим колесом центробежного насоса. Ротор вращается со скоростью 3000 об/мин. Ротор может начать вращаться в любую сторону, однако ввиду симметричной конфигурации сужающегося канала вокруг рабочего колеса это некритично).

### Внешний фильтр
Расположен вне аквариума. Бывает двух типов - канистровый и навесной ("рюкзачок"), могут иметь различные дополнительные функциональные элементы, помимо насоса и фильтрующих материалов. Принцип действия основан на прохождении медленного потока воды через несколько лотков с наполнителями и фильтрующим материалом. Как правило расположен рядом с аквариумом, соединяясь с ним шлангами забора и выхода воды. Начальные модели внешних фильтров в 3-5 раз дороже внутренних, рассчитанных на аналогичный объём аквариума, что является главным их недостатком.
Также обслуживание наполнителей и фильтрующего материала выходит гораздо дороже, что отчасти компенсируется малой частотой их замены. Чаще всего во внешних фильтрах используются такие наполнители, как поролон или синтепон (возможно наличие сразу двух материалов), керамические шарики или цилиндрики, цеолит или уголь, торф. Каждый наполнитель находится строго на своем уровне, при замене материалов нужно обязательно соблюдать очерëдность сборки.
К преимуществам относятся тихая работа, особенно моделей, рассчитанных на малый объём аквариума (40-80 литров), редкая очистка фильтрующего материала и наполнителей и, как следствие, присутствие биологической фильтрации.
Фильтры данного типа очень чувствительны к очистке или замене наполнителей — чистка фильтрующего материала производится только в слитой с аквариума воде, а полная замена материала проводится поэтапно, чтобы не нарушить биологическое равновесие в аквариуме. Данным типом фильтров пользуются в основном опытные аквариумисты
Шланги внешнего фильтра со временем обрастают налетом водорослей. Для очистки используется специальный ершик.
В корпусе канистрового фильтра могут располагаться такие вспомогательные устройства, как проточный обогреватель и ультрафиолетовый облучатель. В крышке фильтра часто находится подкачивающий насос, который нужен при запуске фильтра для заполнения самой канистры и шлангов, соединëнных со всасывающей и нагнетающей насадками, водой, это ручной поршневой насос с рукояткой. 
Возможны разные варианты всасывающих (забирающих воду из аквариума) и нагнетающих (возвращающих воду обратно в аквариум) насадок. Всасывающие насадки обычно забирают воду с нижнего уровня, и устанавливаются на несколько сантиметров выше грунта, есть насадки с ответвлениями, забирающими воду с поверхности, в таком случае труба ещё отгорожена специальной лепестковой пластиковой шайбой для защиты от попадания листьев и другого крупного мусора. Нагнетающие насадки могут как полностью погружаться в аквариум, и иметь вид диффузора (раструба), направленного в определëнную сторону, так и находиться над поверхностью воды - это маточники (трубы с отверстиями в боковой части), или насадки "дождики", через которые вода выходит и падает в аквариум. "Дождик" обеспечивает дополнительную аэрацию воды, но создаёт некоторый шум, и не подходит для аквариумов с рыбами, любящими быстрые течения. 
Фильтр навесной не имеет шлангов, и навешивается на стенку аквариума, предназначен для аквариумов небольшого объема. Трубка для забора воды погружается в воду, обратно вода поступает "водопадом". В итоге электронасос и фильтрующий материал вынесены за пределы аквариума. Это сравнительно недорогой вариант фильтров, практически не занимающих внутренний объём аквариума, к тому же, "водопад" осуществляет дополнительную аэрацию воды, однако такой тип фильтра не подходит, если в аквариуме есть рыбы, которым нужно быстрое течение. 

### Канистровый фильтр
Фактически — большой внешний фильтр; ориентирован, соответственно, на большие аквариумы или пруды. Преимущества и недостатки те же, что и у внешних фильтров.

### Донный фильтр
Представляет собой фальшдно, скрытое слоем грунта (песка), из под фальшдна вода с помощью помпы или аэрлифта перемещается в основной объём аквариума. Фильтрующим материалом в таком фильтре является аквариумный грунт. В настоящее время в аквариумах практически не применяется.
Выделяют также некоторые другие типы фильтров, основным назначением которых является удаление или преобразование растворённых в воде веществ.